# Wacyn
Wacyn dawniej też Wacyń – wieś w Polsce położona w województwie mazowieckim, w powiecie radomskim, w gminie Zakrzew.  Ma status sołectwa. Przez miejscowość przebiega droga wojewódzka nr 740.
Wieś królewska Waczyn, położona była w drugiej połowie XVI wieku w powiecie radomskim województwa sandomierskiego. W latach 1975–1998 miejscowość administracyjnie należała do województwa radomskiego.
Na części jej terenów powstało radomskie osiedle Wacyn.
Przez miejscowość przebiega droga wojewódzka nr 740.
Wierni Kościoła rzymskokatolickiego należą do parafii Matki Bożej Różańcowej w Bielisze.